# ジャレッド・バトラー
ジャレッド・グラドウィン・バトラー（Jared Gladwyn Butler, 2000年8月25日 - ）は、アメリカ合衆国ルイジアナ州リザーブ出身のプロバスケットボール選手。NBAのフィラデルフィア・76ersに所属している。ポジションはポイントガード。

## 経歴

### カレッジ
高校最終年のシーズンに平均27.4得点、8.8リバウンド、8.4アシスト、3.0スティールの成績を記録。バージニア大学、ベイラー大学からオファーを受けた中でアラバマ大学へ進学したが、公式戦でプレーすることなく、1年目のシーズンが始まる前にベイラー大学へ転校した。早期の転校だったためNCAAのレッドシャツ制度の対象にはならず、1年目から公式戦に出場した。2年目の2019-20シーズンに大きく成績を伸ばし、主力に成長。3年目の2020-21シーズンはエースとしてチームを牽引し、2021年のNCAA男子バスケットボールトーナメントに出場し、決勝まで勝ち上がる。決勝ではレギュラーシーズンを無敗で終え、優勝候補の筆頭とされていたゴンザガ大学との対戦となった。バトラーはチーム最多の22得点を記録する活躍を見せ、試合は86-70で勝利。ベイラー大学は初優勝となり、バトラーはトーナメントMVPを受賞した。

### NBA

#### ユタ・ジャズ
2021年のNBAドラフトにて2巡目全体40位でニューオーリンズ・ペリカンズから指名され、直後にメンフィス・グリズリーズ経由でユタ・ジャズへ交渉権がトレードされた。8月12日にジャズとのルーキー契約に合意した。2022年3月18日のロサンゼルス・クリッパーズ戦でシーズンハイとなる21得点を記録し、チームは121-92で勝利した。
10月15日にジャズから解雇された。

#### オクラホマシティ・サンダー
2023年3月3日にオクラホマシティ・サンダーとのツーウェイ契約に合意した。

#### ワシントン・ウィザーズ
7月28日にワシントン・ウィザーズとのツーウェイ契約に合意した。2024年3月5日にウィザーズとの複数年本契約に合意したが、10月19日に解雇された。しかし、2日後にウィザーズと再びツーウェイ契約で合意した。
2025年1月9日のフィラデルフィア・76ers戦でキャリアハイとなる26得点含む4リバウンド、7アシストを記録したが、チームは103-109で敗れた。

#### フィラデルフィア・76ers
2月6日にレジー・ジャクソンとのトレードでフィラデルフィア・76ersへ移籍した。

## 個人成績

### NBA

#### レギュラーシーズン
| シーズン | チーム | GP  | GS | MPG  | FG%  | 3P%  | FT%  | RPG | APG | SPG | BPG | PPG  |
| -------- | ------ | --- | -- | ---- | ---- | ---- | ---- | --- | --- | --- | --- | ---- |
| 2021–22  | UTA    | 42  | 1  | 8.6  | .404 | .318 | .688 | 1.1 | 1.5 | .4  | .2  | 3.8  |
| 2022–23  | OKC    | 6   | 1  | 12.8 | .469 | .500 | ---  | .7  | 1.3 | .8  | .0  | 6.2  |
| 2023–24  | WAS    | 40  | 0  | 14.1 | .488 | .308 | .861 | 1.5 | 3.2 | .7  | .2  | 6.3  |
| 2024–25  | WAS    | 32  | 0  | 11.3 | .483 | .366 | .778 | 1.3 | 2.6 | .4  | .2  | 6.9  |
| 2024–25  | PHI    | 28  | 17 | 24.4 | .426 | .352 | .870 | 2.5 | 4.9 | 1.1 | .3  | 11.5 |
| 通算     | 通算   | 120 | 2  | 11.4 | .463 | .335 | .794 | 1.2 | 2.3 | .5  | .2  | 5.6  |

#### プレーオフ
| シーズン | チーム | GP | GS | MPG | FG%  | 3P% | FT% | RPG | APG | SPG | BPG | PPG |
| -------- | ------ | -- | -- | --- | ---- | --- | --- | --- | --- | --- | --- | --- |
| 2022     | UTA    | 1  | 0  | 5.0 | .000 | --- | --- | 1.0 | .0  | .0  | .0  | .0  |
| 通算     | 通算   | 1  | 0  | 5.0 | .000 | --- | --- | 1.0 | .0  | .0  | .0  | .0  |

### カレッジ
| シーズン | チーム   | GP | GS | MPG  | FG%  | 3P%  | FT%  | RPG | APG | SPG | BPG | PPG  |
| -------- | -------- | -- | -- | ---- | ---- | ---- | ---- | --- | --- | --- | --- | ---- |
| 2018-19  | ベイラー | 34 | 21 | 26.8 | .395 | .351 | .794 | 3.1 | 2.7 | 1.0 | .1  | 10.2 |
| 2019-20  | ベイラー | 30 | 30 | 30.4 | .421 | .381 | .775 | 3.2 | 3.1 | 1.6 | .1  | 16.0 |
| 2020-21  | ベイラー | 30 | 30 | 30.3 | .471 | .416 | .780 | 3.3 | 4.8 | 2.0 | .4  | 16.7 |
| 通算     | 通算     | 94 | 81 | 29.1 | .431 | .384 | .782 | 3.2 | 3.5 | 1.5 | .2  | 14.1 |